# Miguel Faúndez López
Miguel Faúndez López, řeholním jménem Antonio (23. července 1907, La Hiniesta – 19. září 1936, Bullas) byl španělský římskokatolický kněz, řeholník Řádu menších bratří a mučedník. Katolická církev ho uctívá jako blahoslaveného.

## Život
Narodil se 23. července 1907 v obci La Hiniesta v provincii Zamora jako předposlední ze šesti bratrů. Byl pokřtěn dva dny po narození a 7. června 1916 přijal svátost biřmování. Ve dvanácti letech 7. září 1919 vstoupil do františkánského semináře v Cehegínu (Murcia). Dne 28. července 1923 zahájil františkánský noviciát kláštera Santa Ana del Monte de Jumilla v Murcii. Přijal hábit a řeholní jméno Antonio. Dne 2. srpna 1924 složil v klášteře Nuestra Señora la Real de las Huertas v Lorce své dočasné sliby a 15. srpna 1928 v klášteře Santa Ana de Orihuela (Alicante) své věčné sliby. Den 8. února 1931 byl po dokončení teologických studií vysvěcen na kněze.
Po vysvěcení byl profesorem literatury v semináři v Cehegínu. Zároveň se věnoval kázání, zpovědi a vedení Antonínské mládeže.
Dne 11. března 1936 zaútočili milicionáři na klášter v Cehegínu a přinutili řeholníky aby hledali útočiště na různých místech v provincii Murcia. Otec Antonio odešel do kláštera v Lorce. Ráno 28. července odešel spolu s dalšími třemi spolubratry do Murcie a krátce na to do Bullas. Odpoledne 11. září 1936, když byl ubytován v domě svého přítele jej zadrželi milicionáři pod záminkou, že ho odvedou na výbor lidové komunistické strany. Věznitelé jej přiměli uvěřit tomu že následně může bezpečně odejít do La Hiniesty. Cestou si uvědomil že ho přivádí ke hřbitovu. Cestou byl různě týrán. Otec Antonio se dal na útěk ale byl postřelen. Rychle se chytil zábradlí na okně a milicionáři jej začali bít. Při mučení vykřikoval "Ať žije Panna Marie Růžencová, patronka Bullas! Ať žije Kristus král!". Milicionáři jej strhli k zemi a byl zabit pistolí. Tělo leželo několik dní na chodníku. Poté byl pohřben na místním hřbitově. Dne 30. června 1941 bylo tělo vyzvednuto a odvezeno na církevní hřbitov v Cehegínu. V současnosti jeho ostatky leží v kapli mučedníků františkánského kostela Milosrdenství v Murcii.

## Proces blahořečení
Roku 1963 byl v cartagenské diecézi zahájen jeho proces blahořečení. Do procesu byli zařazeni také další františkán a dva diecézní kněží, františkánští terciáři.
Dne 10. prosince 2010 uznal papež Benedikt XVI. jejich mučednictví. Blahořečeni byli 13. října 2013.